# Union Pacific 844
La Union Pacific 844, nota anche come The Living Legend ("La Leggenda Vivente"), è una locomotiva a vapore di proprietà della Union Pacific Railroad. Venne costruita nel 1944 dalla American Locomotive Company e fu l'ultima locomotiva a vapore a essere consegnata alla Union Pacific Railroad, nonché l'unica mai ritirata da una North American Class I railroad. È ancora operativa a Cheyenne, Wyoming.
Si tratta dell'unica superstite funzionante del gruppo FEF-3 (acronimo del rodiggio "Four-Eight-Four" e cenno alla terza versione di tale classe).

## Storia

### Servizio regolare

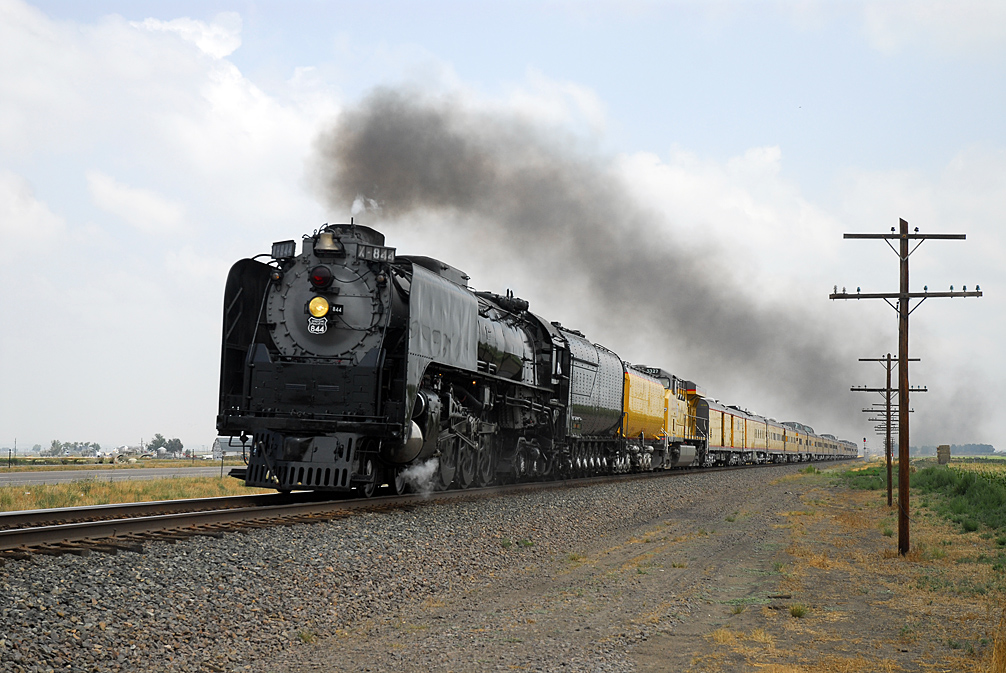
La 844 al traino dello speciale Cheyenne Frontier Days vicino a Platteville, Colorado, nel 2007.

La No. 844 è stata una delle dieci locomotive che vennero ordinate dalla Union Pacific nel 1944 e designate come classe FEF-3. Questo gruppo è comunemente considerato il risultato del duplice servizio di sviluppo locomotiva a vapore quando ormai i fondi e le ricerche erano concentrate nello sviluppo di locomotive diesel-elettriche. Le FEF-3, come le due precedenti versioni (FEF-1 e FEF-2) erano progettate per consumare carbone, venendo poi convertite a olio combustibile nel 1946. Come la precedente classe FEF-2, le FEF-3 furono impiegate per il traino di treni passeggeri. La No. 844 ha trainato treni come l'Overland Limited, il Los Angeles Limited, il Portland Rose e il Challenger. Dal 1957 al 1959 la UP 844 venne riassegnata al servizio di trasporto merci in Nebraska, quando oramai le locomotive diesel-elettriche avevano il sopravvento sul servizio passeggeri.

### Servizio speciale
Salvata dalla demolizione nel 1960, la 844 fu restaurata ed è tuttora utilizzata per viaggi commemorativi. Dal 1962 al 1989 fu rinominata 8444 per distinguerla da una motrice diesel-elettrica EMD GP30 immatricolata appunto 844. Quando questa fu ritirata dal servizio nel giugno 1989, la locomotiva a vapore ritornò "844". La GP30 è ora posseduta dal Nevada State Railroad Museum di Boulder City, Nevada, e viene usata ogni tanto.
Nel 1981 alla 844 si unì la "Challenger" 3985. Fino al 1991, anno in cui la 844 dovette ricevere una revisione alla distribuzione, era verniciata con la livrea a due toni di grigio, tipica delle carrozze passeggeri della compagnia; la revisione terminò nel 1996. Tra i viaggi effettuati fino al 2013, degni di nota sono il "Puget Sound Excursion", effettuato nel 2007 con la Southern Pacific 4449 da Tacoma a Everett, WA, e il 150º anniversario della UP nel settembre 2012.
Mentre la 844 iniziò un'altra revisione nel 2013, durante la quale fu tolta l'ormai deteriorata "Mars Light" (Fanale di Marte), la UP annunciò che avrebbe acquistato la Big Boy 4014. Nel 2015 la 844 iniziò la revisione alla caldaia ed effettuò con successo la prova a caldo nel 2016, anno in cui iniziarono i lavori di restauro della 4014.. In occasione del 150º anniversario della transcontinentale nel maggio 2019, la 844 ha partecipato all'evento viaggiando in doppia trazione fino a Ogden con l'appena restaurata Big Boy.
A causa dell'epidemia di coronavirus, tutti i viaggi speciali delle due vaporiere sono stati cancellati e la 3985, di fatto rimpiazzata dalla 4014, è stata dapprima accantonata definitivamente, venendo poi donata ad un'associazione di treni storici a Silvis, Illinois, con altro materiale rotabile. Al momento, la 844 non ha effettuato altri viaggi.